# Saint-Rogatien
Saint-Rogatien is een gemeente in het Franse departement Charente-Maritime (regio Nouvelle-Aquitaine). De plaats maakt deel uit van het arrondissement La Rochelle. Saint-Rogatien telde op 1 januari 2022 2.394 inwoners.

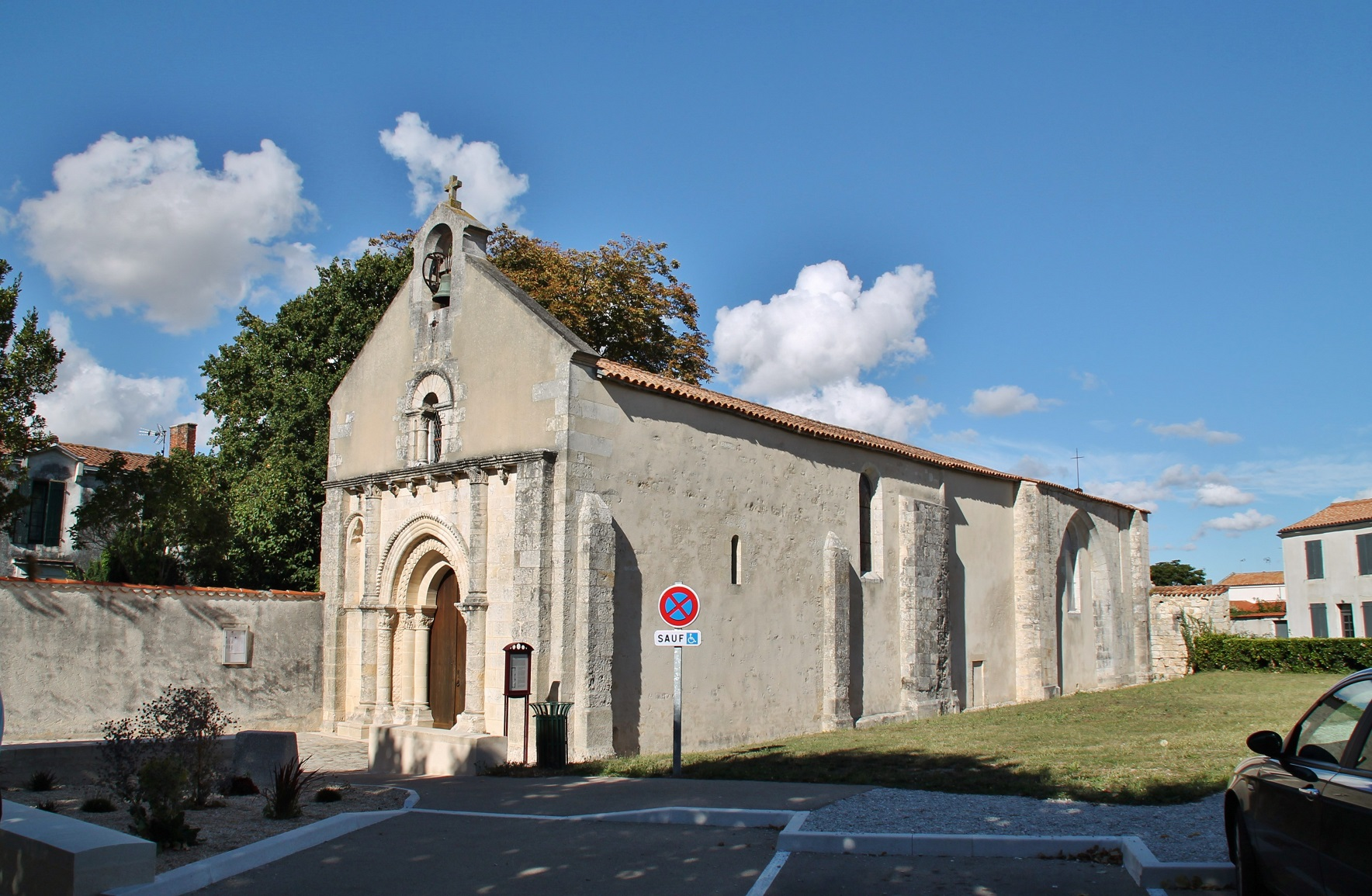
Kerk van Saint-Rogatien
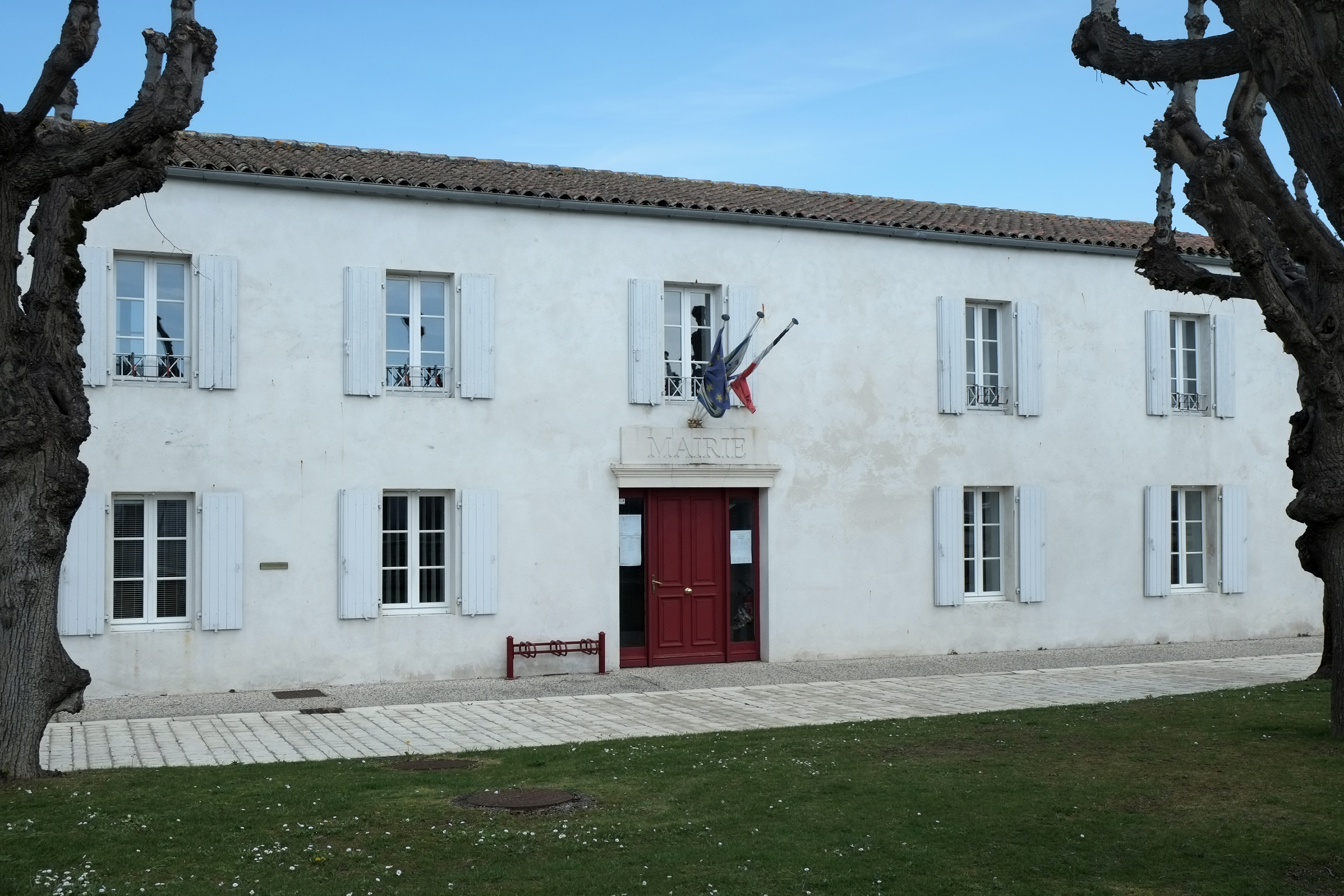
Gemeentehuis

## Geografie
De oppervlakte van Saint-Rogatien bedroeg op 1 januari 2022 5,19 vierkante kilometer; de bevolkingsdichtheid was toen 461,3 inwoners per km².
De onderstaande kaart toont de ligging van Saint-Rogatien met de belangrijkste infrastructuur en aangrenzende gemeenten.

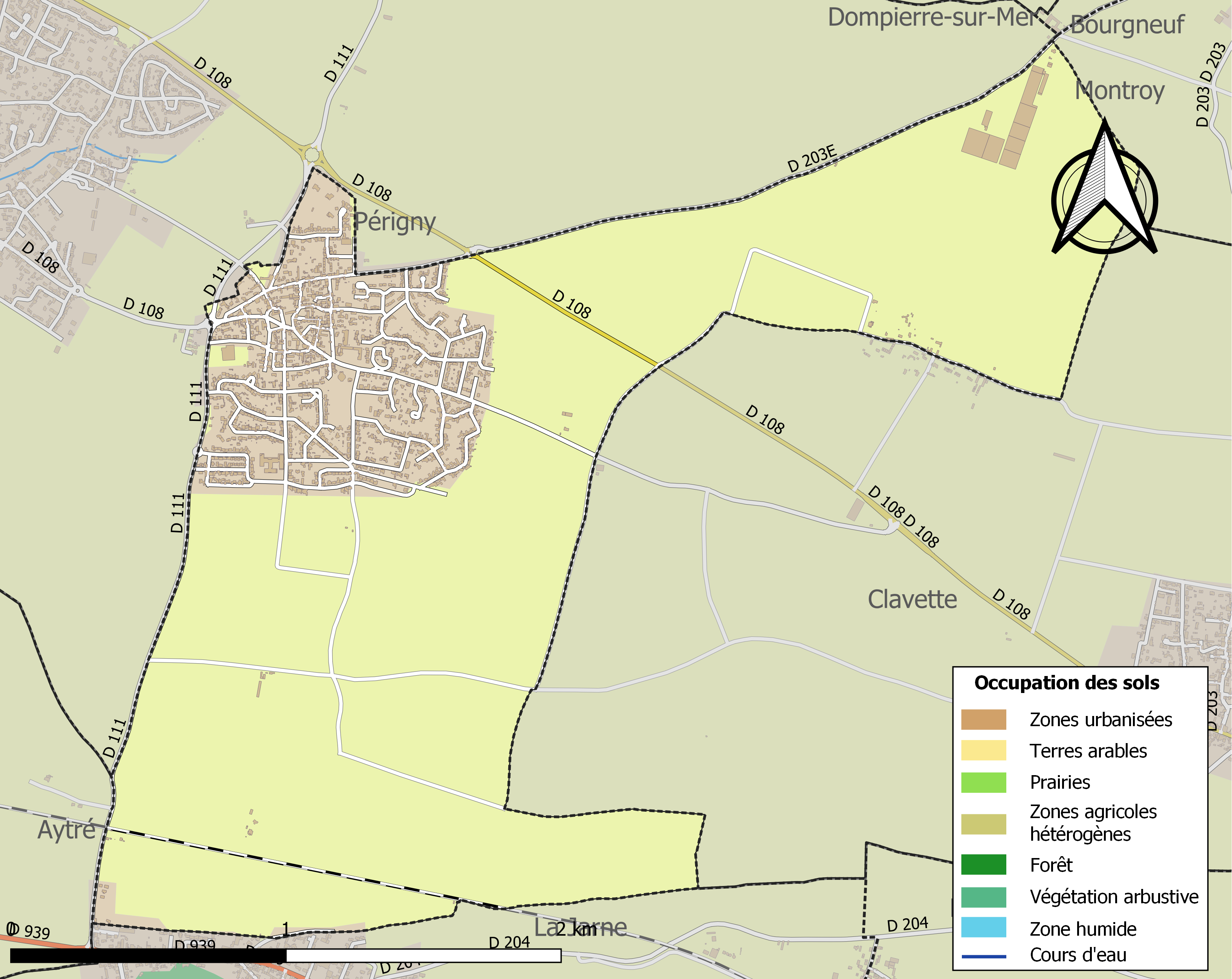

## Demografie
Onderstaande figuur toont het verloop van het inwonertal (bron: INSEE-tellingen).